# Warner's
Pour les articles homonymes, voir Warner.
Warner's est un ancien corsetier américain, fondé en 1874 par les médecins et frères Warner.
On lui doit entre autres la première collection de collants de corps destinée au grand public, en 1965.
En Europe, l'entreprise disposait d'une usine produisant des corsets et de la lingerie pour dame en Suède, sur l'île de Frösön dans la province du Jämtland. L'usine a depuis été convertie en un hôtel d'affaires, et le club de football local, le Frösö IF, joue sur ses anciennes pelouses. Le terrain porte toujours le nom de Warners, bien que l'usine ait cessé son activité depuis fort longtemps.
La marque est désormais commercialisée par la firme américaine Warnaco Group.